# Тагаев, Абдужапар Тагаевич
Абдужапар Тагаевич Тагаев (кирг. Абдужапар Тагаев; 31 марта 1953, с. Джилалды, Узгенский район, Ошская область, Киргизская ССР — 12 января 2017, Бишкек, Кыргызстан) — киргизский государственный деятель и топ-менеджер, министр связи Республики Кыргызстан (1995—1996). Лауреат Государственной премии Кыргызской Республики в области науки и техники (2004).

## Биография
Окончил Московский электротехнический институт связи по специальности «автоматическая электросвязь». В 1985 г. прошел постдипломное обучение в Межотраслевом институте повышения квалификации руководящих работников, в 1990 г. — Академию народного хозяйства при Совете Министров СССР.
- 1975—1989 гг. — на руководящих должностях в системе Министерства связи Киргизской ССР,
- 1989—1995 гг. — первый заместитель министра,
- 1995—1996 гг. — министр связи Кыргызской Республики,
- 1996—1998 гг. — первый заместитель министра транспорта и коммуникаций Кыргызской Республики;
- 1998—1999 гг. — мэр города Ош,
- 1999—2000 гг. — мэр города Балыкчы,
- 2000—2003 гг. — член Совета директоров Акционерного Коммерческого «Кыргызавтобанк»,
- 2002—2005 гг. — председатель Общества дружбы «Кыргызстан-Чехия»,
- 2005—2010 гг. — член правления Национального банка Кыргызской Республики,
- 2010 г. — советник исполнительного директора Специализированного фонда по рефинансированию банков (СФРБ);
- 2010—2011 гг. — специалист по кредитному мониторингу СФБР.

С 2013 г. — член Совета директоров ОАО «Национальная электрическая сеть Кыргызстана».
С марта 2003 г. — заместитель председателя Политсовета Партии Справедливости и Прогресса. С 2010 г. — сопредседатель киргизской «Республиканской партии Акыйкат».

## Семья
Женат, три дочери и сын.

## Награды и звания
- Лауреат Государственной премии Кыргызской Республики в области науки и техники (2004).
- Почётная грамота Кыргызской Республики (1992)
- Юбилейная медаль «Манас-1000» (1995)[1].
- Заслуженный работник связи Кыргызской Республики (1997).